# Ajn Ghazal
Ajn Ghazal (arab. عين غزال) – nieistniejąca już arabska wieś, która była położona w Dystrykcie Hajfy w Mandacie Palestyny. Wieś została wyludniona i zniszczona podczas I wojny izraelsko-arabskiej, po ataku Sił Obronnych Izraela w dniu 26 lipca 1948 roku.

## Położenie
Ajn Ghazal leżała na zachodnich zboczach góry Karmel, w odległości 21 kilometrów na południe od miasta Hajfa i 4 kilometrów od wybrzeża Morza Śródziemnego. Według danych z 1945 roku do wsi należały ziemie o powierzchni 18 079 ha. We wsi mieszkało wówczas 2170 osób.
| własność gruntów | powierzchnia gruntów (hektary) |
| ---------------- | ------------------------------ |
| Arabowie         | 14 628                         |
| Żydzi            | 424                            |
| publiczne        | 3027                           |
| Razem            | 18 079                         |

| Rodzaj użytkowanych gruntów | Arabowie (hektary) | Żydzi (hektary) |
| --------------------------- | ------------------ | --------------- |
| uprawy oliwek               | 1400               | 0               |
| uprawy nawadniane           | 1486               | 0               |
| uprawy zbóż                 | 8472               | 424             |
| nieużytki                   | 7567               | 0               |
| zabudowane                  | 130                | 0               |

## Historia
W okresie panowania Brytyjczyków Ajn Ghazal była dużą wsią. We wsi znajdował się meczet oraz dwie szkoły: jedna dla chłopców (istniała od 1886) i jedna dla dziewcząt.

Przyjęta 29 listopada 1947 roku Rezolucja Zgromadzenia Ogólnego ONZ nr 181 przyznała te tereny państwu żydowskiemu. Wieś Ajn Ghazal znalazła się w obrębie arabskiej enklawy, która przecinała nadmorską drogę i linię kolejową z Tel Awiwu do Hajfy. Położone w tym obszarze trzy wsie arabskie Ajn Ghazal, Idżzim i Dżaba nazywano „Małym Trójkątem”. Wioski te odmówiły współpracy z Arabską Armią Wyzwoleńczą, ale jednocześnie odmawiały zawarcia porozumienia z Izraelczykami. Ze względów bezpieczeństwa wszystkie żydowskie konwoje musiały omijać ten obszar i wybierały dłuższą drogę przez położoną na wschodzie wadi Milk. Droga ta przebiegała stosunkowo blisko pozycji wojsk irackich i również była niebezpieczna. Podczas I wojny izraelsko-arabskiej żydowskie oddziały przeprowadziły operację Szoter, w trakcie której w dniu 26 lipca 1948 roku wieś Ajn Ghazal została zdobyta. Po ustaniu walk wysiedlono wszystkich mieszkańców wsi, a domy wyburzono.

### Kontrowersje wokół masakry
Sekretarz Generalny Ligi Państw Arabskich Abdul Rahman Azzam wydał oświadczenie, w którym oskarżył Żydów o popełnienie zbrodni wojennej w trakcie i po ataku na „Mały Trójkąt”. W szczególności twierdzono, że we wsi At-Tira spalono żywcem 28 osób. Siły Obronne Izraela odrzuciły te zarzuty, ale przyznały, że ich żołnierze znaleźli 25-30 ciał w „zaawansowanym stanie rozkładu” we wsi Ajn Ghazal. Ciała te zostały pochowane. Pochowano także około 200 ciał znalezionych w okolicy trzech wiosek po bitwie.
W dniu 28 lipca 1948 roku Mediator Organizacji Narodów Zjednoczonych w Palestynie, hrabia Folke Bernadotte wydał oświadczenie, w którym stwierdził, że „nie ma dowodów na poparcie oskarżenia o masakrę”. Obserwatorzy UNTSO przeprowadzili inspekcję w rejonie walk i nie znaleźli żadnych dowodów masakry. Przeprowadzili oni także rozmowy z uchodźcami z trzech wiosek, którzy przebywali w obozie w Dżaninie. Stwierdzono brak 62 zabitych i 63 zaginionych mieszkańców wiosek, jednak relacje uchodźców nie potwierdziły oskarżenia o masakrze. W dniu 8 września Folke Bernadotte opublikował jeszcze bardziej szczegółowy raport, w którym stwierdził, że atak na wioski był nieuzasadniony i naruszał zawieszenie broni, jednak nie doszło tam do żadnej masakry ludności. Raport potępił Izrael za przeprowadzenie rozbiórki arabskich wiosek i zażądał wydania zezwolenia na powrót uchodźców do swoich wiosek, oraz udzielenia im pomocy w odbudowie domów.

## Miejsce obecnie
Na gruntach wioski Ajn Ghazal powstał w 1949 roku moszaw En Ajjala, a w 1950 roku moszaw Ofer. Palestyński historyk Walid Chalidi, tak opisał pozostałości wioski Ajn Ghazal: 
„Na miejscu wioski stoi tylko jeden obiekt, jest to grobowiec szejka Shahada. Na całym obszarze można zobaczyć ruiny ścian, stosy kamieni, a także sosny, kaktusy, drzewa figowe i granatu”.